# 8081 Leopardi
8081 Leopardi este un asteroid din centura principală de asteroizi.

## Descriere
8081 Leopardi este un asteroid din centura principală de asteroizi. A fost descoperit pe 17 februarie 1988 la Observatorul San Vittore din Bologna. El prezintă o orbită caracterizată de o semiaxă mare de 2,32 ua, o excentricitate de 0,17 și o înclinație de 12,3° în raport cu ecliptica.